# Uusikaupunki
Pour les articles homonymes, voir Nystad (homonymie).
Uusikaupunki (Nystad en suédois) est une ville du sud-ouest de la Finlande, dans la région de Finlande du Sud-Ouest.

## Histoire

Municipalités absorbées par Uusikaupunki.

Si son nom signifie nouvelle ville, c'est bien pourtant une des plus anciennes villes du pays, exactement la 10e plus vieille. Elle fut fondée en 1617 par le roi Gustave II Adolphe de Suède. Elle ne trouve cependant sa place dans l'histoire qu'un siècle plus tard. C'est là en effet qu'est signé le Traité de Nystad qui met fin à la Grande Guerre du Nord entre la Suède et la Russie, le 30 août 1721. Ce traité voit la Suède céder à la Russie impériale de Pierre le Grand l'Estonie, l'Ingrie, la Livonie et une bonne partie de la Carélie, autour de la ville de Vyborg.
Sur le plan économique et politique, la proximité de la capitale Turku empêche la ville de devenir plus qu'un petit centre administratif et commercial. Le compositeur Bernhard Henrik Crusell y naît en 1775. La cité ne compte que 1600 habitants en 1820 (8 fois moins que Turku, et 4 fois moins que la nouvelle capitale Helsinki). Elle en compte 3 000 avant le grand incendie des années 1850 qui va la réduire en cendres. Elle est néanmoins reconstruite en bois, donnant à son centre historique une unité rare en Finlande aujourd'hui.
Le décollage industriel est très tardif, postérieur à l'arrivée de la voie ferrée de Turku en 1924.
À la fin des années 1960, la ville compte 5 000 habitants et connaît son véritable décollage avec le lancement de la production automobile dans l'usine Valmet Automotive, qui commence à produire des voitures pour le compte du groupe Saab. Si cette production a pris fin en 2003, l'usine s'est diversifiée et assemble des voitures Porsche (notamment la Boxster). Elle a aussi produit pour Lada, Talbot et Opel. L'usine emploie encore plus de 1 000 personnes aujourd'hui.
Dans le même temps, la ville a absorbé 4 communes rurales, Uudenkaupungin maalaiskunta en 1969 (la municipalité rurale d'Uusikaupunki), Pyhämaa en 1974, Lokalahti en 1981 et enfin Kalanti en 1993.
Depuis fin 1992, la voie ferrée ne transporte plus de passagers mais est réservée au fret.

## Géographie
La ville est bordée par le Golfe de Botnie. La côte est très découpée, avec de nombreuses îles, mais le relief est assez peu accentué. Cette côte pittoresque permet à la municipalité de compter près de 4 000 maisons de vacances.
Les communes voisines sont Pyhäranta au nord, Laitila à l'est, Vehmaa au sud-est et Taivassalo au sud.

## Démographie
Depuis 1980, la démographie de Uusikaupunki a évolué comme suit,:
| Année      | 1980   | 1985   | 1990   | 1995   | 2000   | 2005   |
| ---------- | ------ | ------ | ------ | ------ | ------ | ------ |
| population | 17 326 | 17 815 | 18 432 | 17 590 | 17 019 | 16 198 |

| Année      | 2010   | 2015   | 2020   |
| ---------- | ------ | ------ | ------ |
| population | 15 833 | 15 510 | 15 506 |

## Économie
Le secteur principal d'emploi est l'industrie qui constitue 32,7 % des emplois.
Les services (27,8 %) et le commerce (11,0 %) sont les suivants.
Entre 1999 et 2009, la ville a perdu plus de 1100 emplois
En septembre 2011 le taux de chômage de la ville est de 7,6 %.
Le premier employeur est la ville avec 868 employés.
La ville possède la seule usine de voitures du pays Valmet Automotive.
Depuis la fin des années 1960, Valmet Automotive a fabriqué entre-autres des voitures pour Saab, Talbot, Opel, Lada, Porsche et Th!nk City.
En 2013, l'usine prépare des véhicules Fisker Karma et depuis septembre 2013 des séries A de Mercedes-Benz.

### Principales entreprises
En 2021, les principales entreprises de Satamala par chiffre d'affaires sont :
| Société                       | C.A.   |
| ----------------------------- | ------ |
| Valmet Automotive Oy          | 378 M€ |
| Vahterus Oy                   | 50 M€  |
| Valmet Automotive Ev Power Oy | 41 M€  |
| Nordic Soya Oy                | 41M€   |
| Vihannes-Laitila Oy           | 30 M€  |
| Vertek Oy                     | 26 M€  |
| AluSteel Oy Ab                | 24 M€  |
| Uudenkaupungin Rautavalimo Oy | 23 M€  |
| Vakka-Suomen Puhelin Oy       | 21 M€  |
| K-Supermarket Itäpoiju        | 15 M€  |

### Employeurs
En 2021, ses plus importants employeurs sont:
| Employeur                     | Employés |
| ----------------------------- | -------- |
| Valmet Automotive Oy          | 3169     |
| Vakka-Suomen Puhelin Oy       | 396      |
| Vahterus Oy                   | 315      |
| Valmet Automotive Ev Power Oy | 198      |
| Vertek Oy                     | 135      |
| Uudenkaupungin Rautavalimo Oy | 85       |
| Vihannes-Laitila Oy           | 82       |
| AluSteel Oy Ab                | 48       |
| Uudenkaupungin Työvene Oy     | 46       |
| Ukitig Oy                     | 44       |

## Paysage urbain
Le centre-ville suit un plan hippodamien.

## Transports

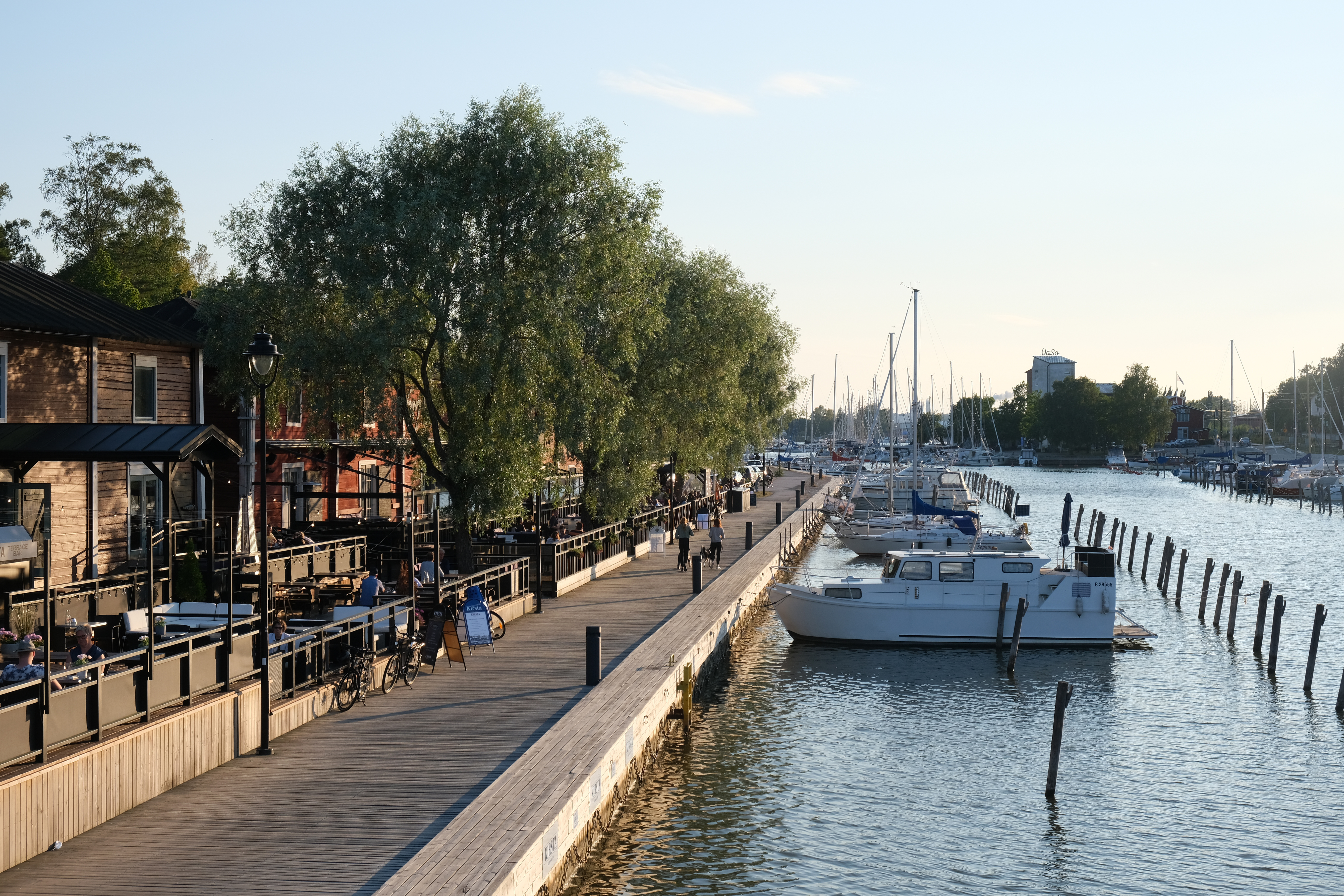
Canal d'Uusikaupunki.

### Transports ferroviaires
La voie ferrée d'Uusikaupunki va de Turku jusqu'au dépôt d'Hangonsaari à Uusikaupunki.
Le trafic de passagers sur la voie a été interrompu le 1er janvier 1993, mais la voie est toujours utilisée pour le transport de produits chimiques vers l'usine de Yara d'Uusikaupunki.

### Transports maritimes
Le transport de marchandises est traité par le port d'Uusikaupunki.
Il y a un port de plaisance en plein centre-ville.

### Transports routiers
La route principale 43 mène du nord-est de Laitila à Uusikaupunki via Kalanti.
La route régionale 196 va de Taivassalo au nord, traverse Lokalahti et continue au nord jusqu'à Pyhäranta.
Distances avec les principales villes
- Laitila : 18 km
- Rauma : 50 km
- Turku : 77 km
- Pori : 96 km
- Tampere : 169 km
- Helsinki : 240 km
- Vaasa : 290 km
- Jyväskylä : 315 km
- Kuopio : 457 km
- Oulu : 608 km
- Rovaniemi : 830 km

## Jumelages
Les villes jumelles sont:
| Ville | Ville                  | Pays | Pays     | Période     |
| ----- | ---------------------- | ---- | -------- | ----------- |
|       | Commune de Antsla (d), |      | Estonie  | depuis 1993 |
|       | Haderslev              |      | Danemark | depuis 1949 |
|       | Sandefjord             |      | Norvège  | depuis 1948 |
|       | Szentendre             |      | Hongrie  | depuis 1990 |
|       | Valga City (d)         |      | Estonie  |             |
|       | Varberg                |      | Suède    | depuis 1946 |
|       | Östhammar              |      | Suède    |             |

## Personnalités
Uusikaupunki est la ville de naissance du botaniste et l'ancien premier ministre finlandais Aimo Kaarlo Cajander. Le clarinettiste et compositeur Bernhard Henrik Crusell (1775-1838) y vit également le jour.
- Robert Wilhelm Ekman, peintre
- Anna Eriksson, chanteuse
- Joni Haverinen, joueur de hockey
- Gordon Herbert, basketteur
- Eetu Koski, joueur de hockey
- Awak Kuier, basketteuse
- Jarmo Kuusisto, joueur de hockey
- Gerald Lee Sr., basketteur
- Eino Kilpi, politicien
- Aleksi Lehtonen, archevêque
- Johan Jakob Nervander, météorologue
- Ilmari Saarelainen, acteur
- Martti Simojoki, archevêque de Finlande
- Kari Takko, joueur de hockey sur glace

## Galerie

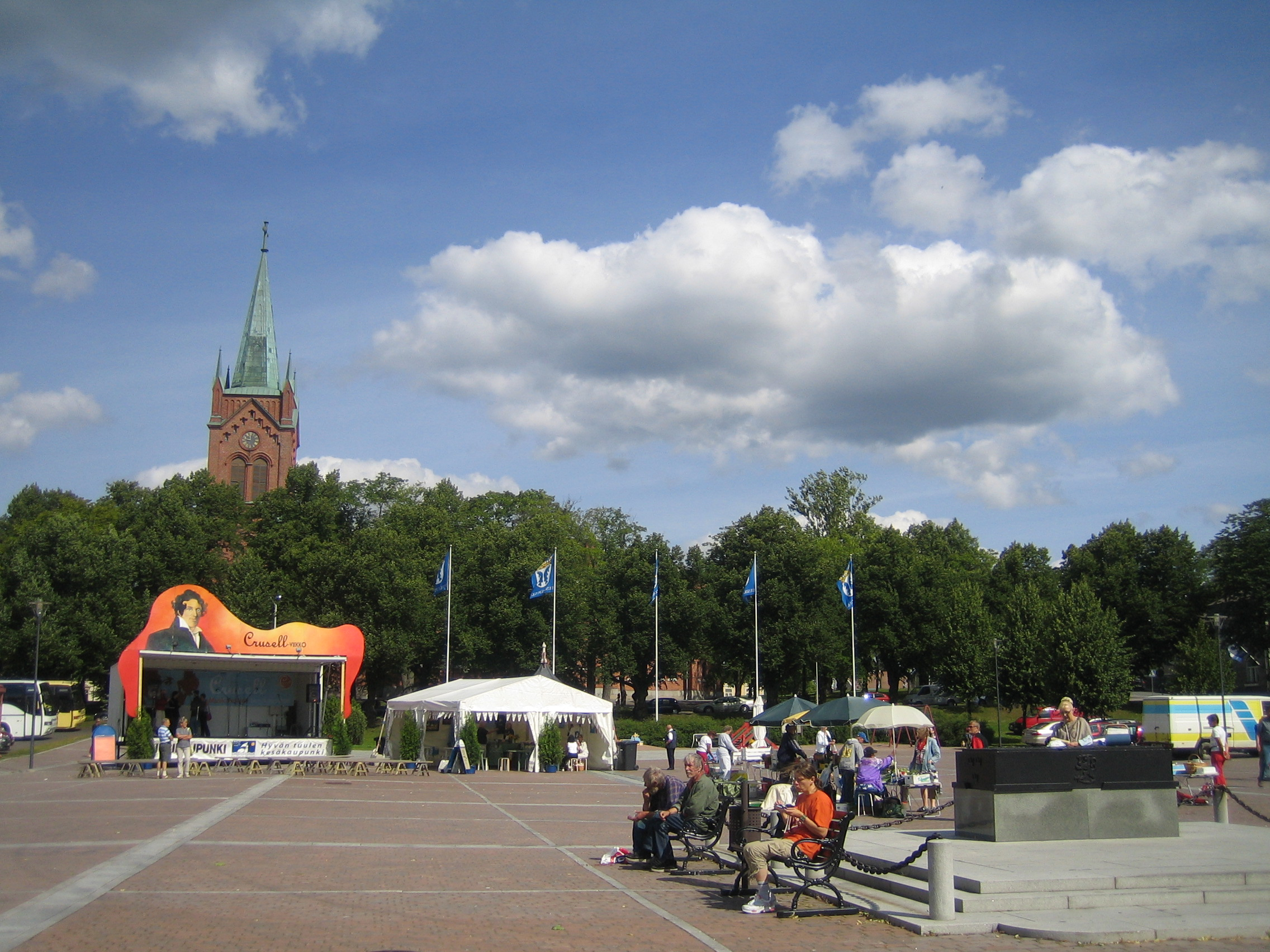
Place du marché.
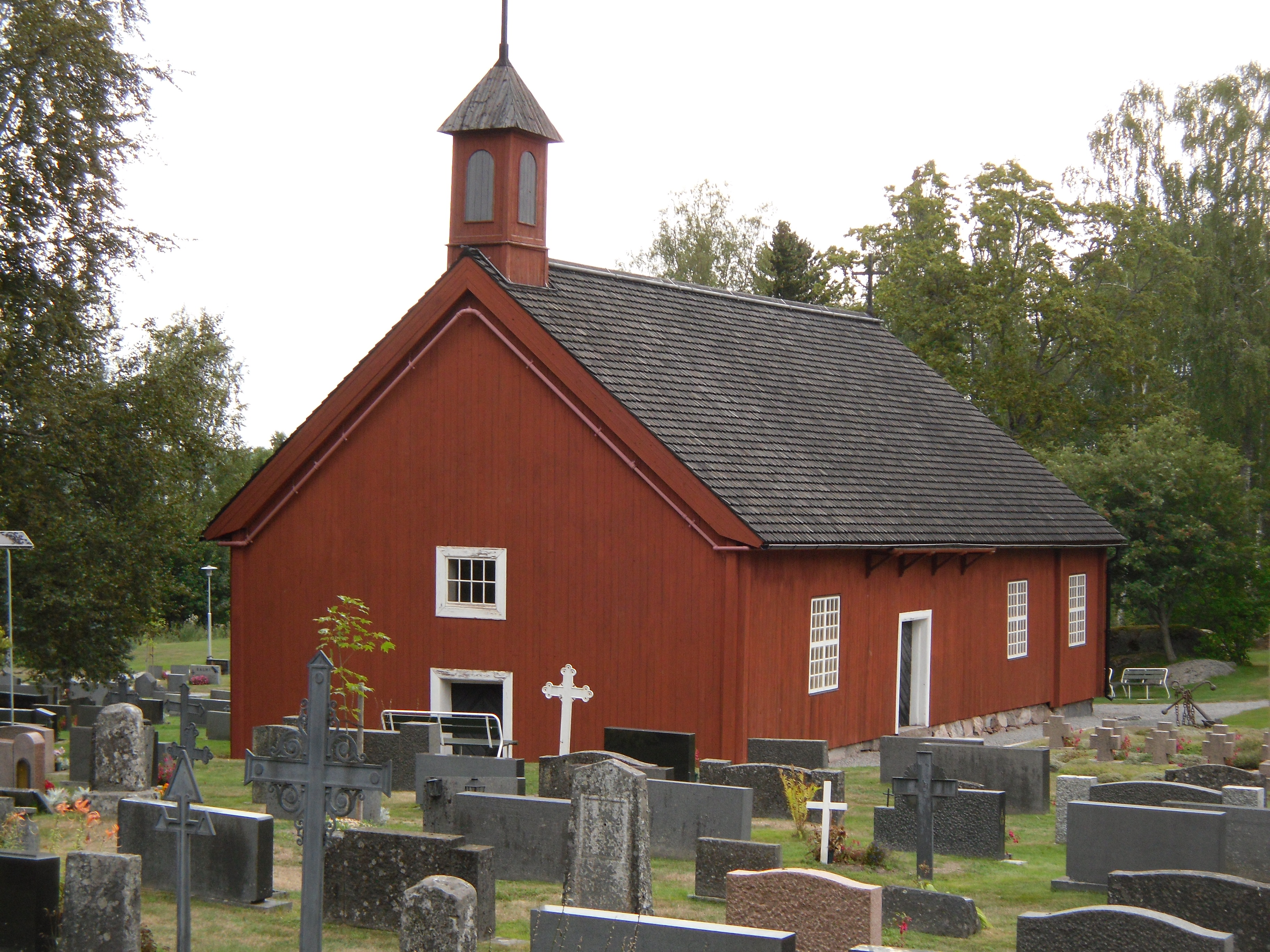
Ancienne église de Pyhämaa (fi).
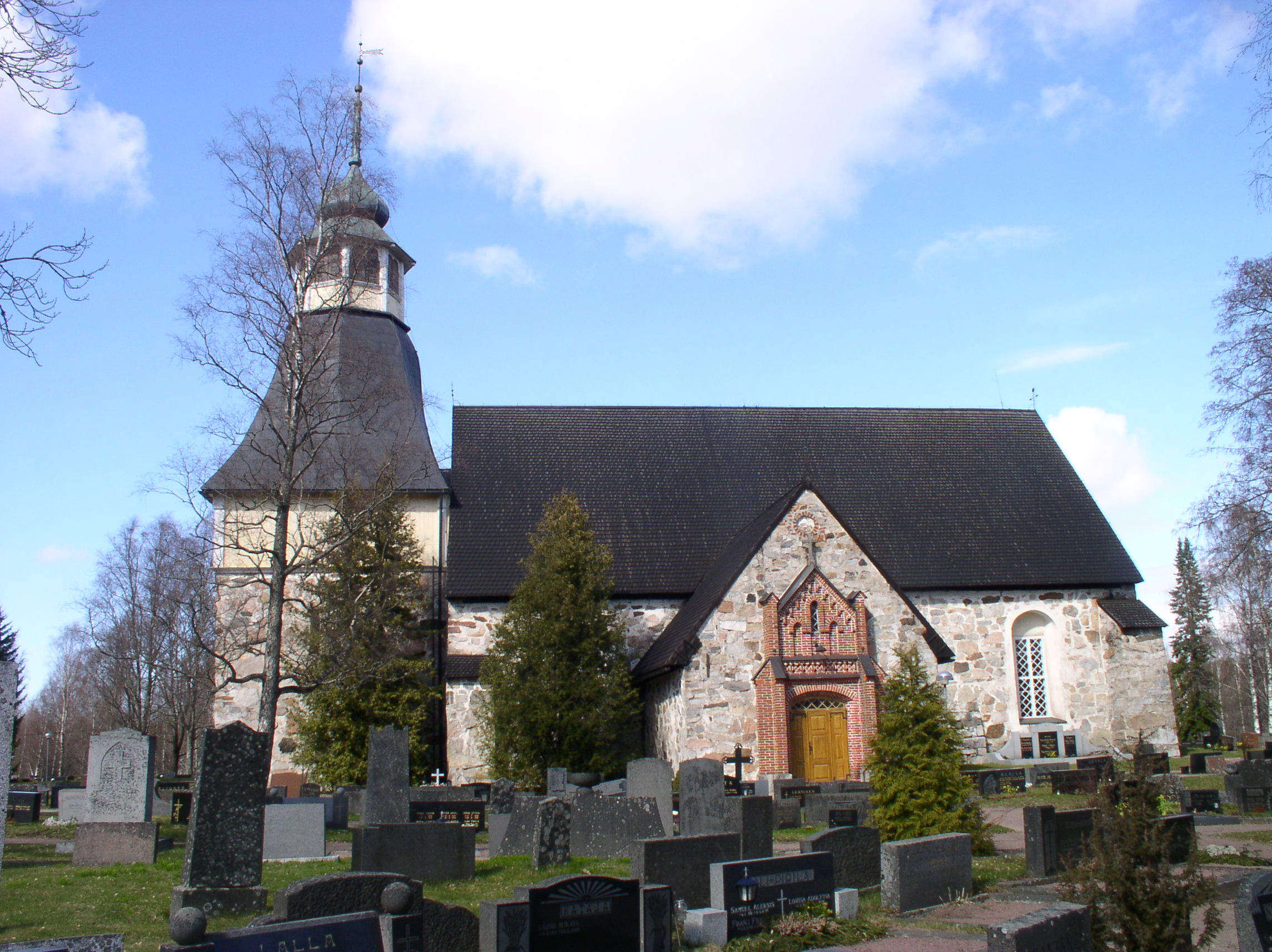
Église de Kalanti.
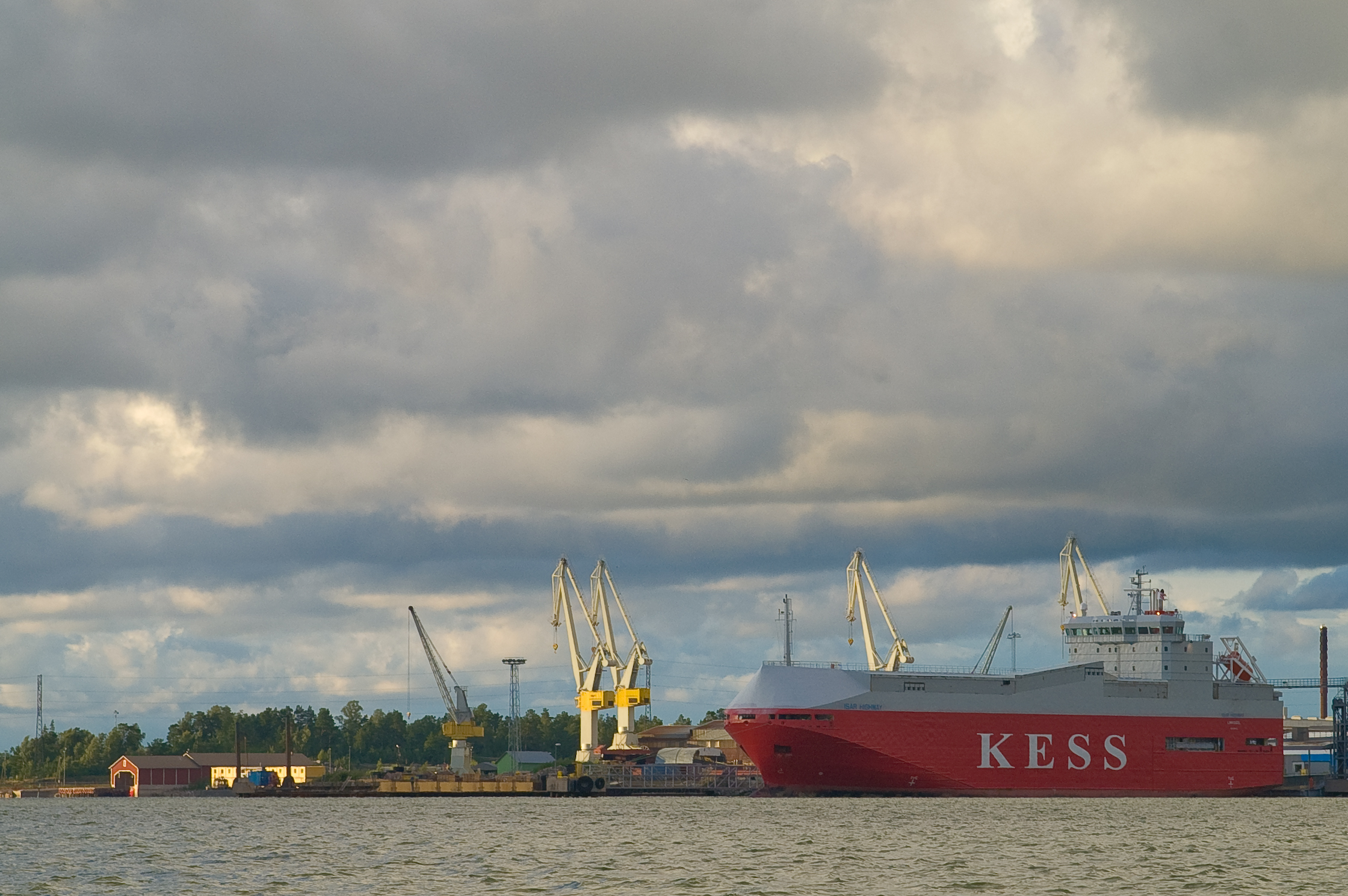
Port d'Uusikaupunki.
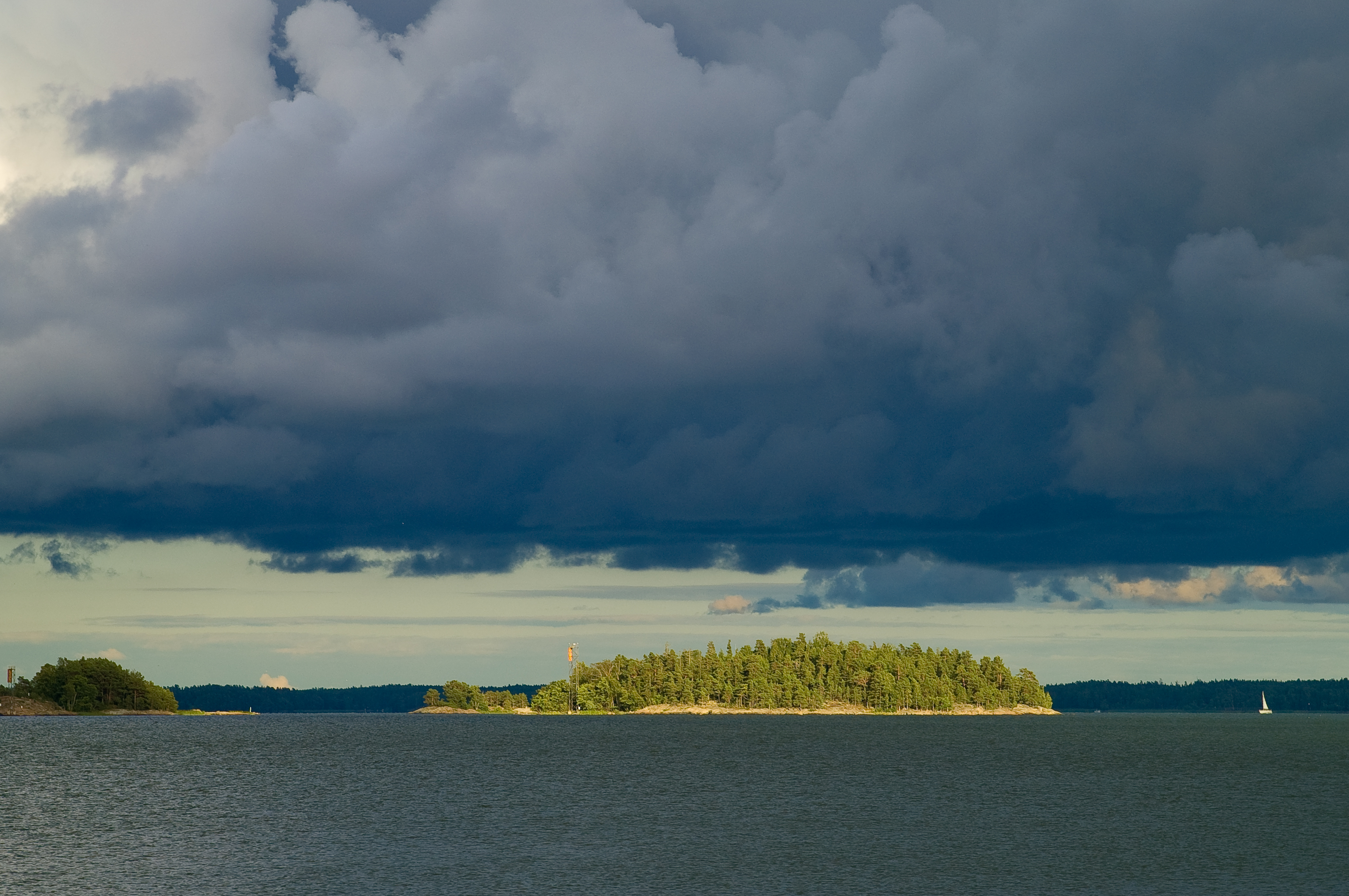
L'archipel de Uusikaupunki.
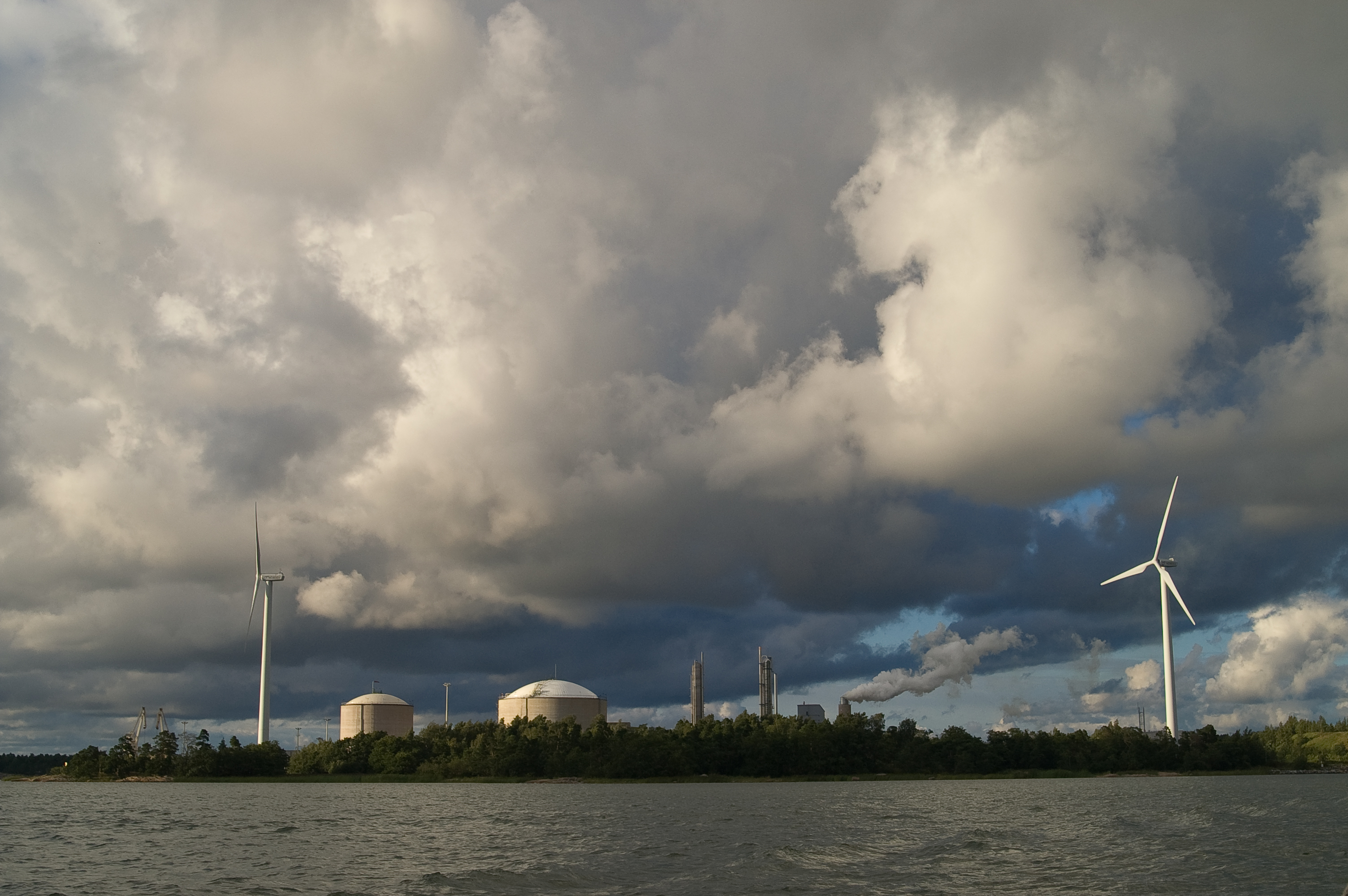
L'île Hangonsaari.
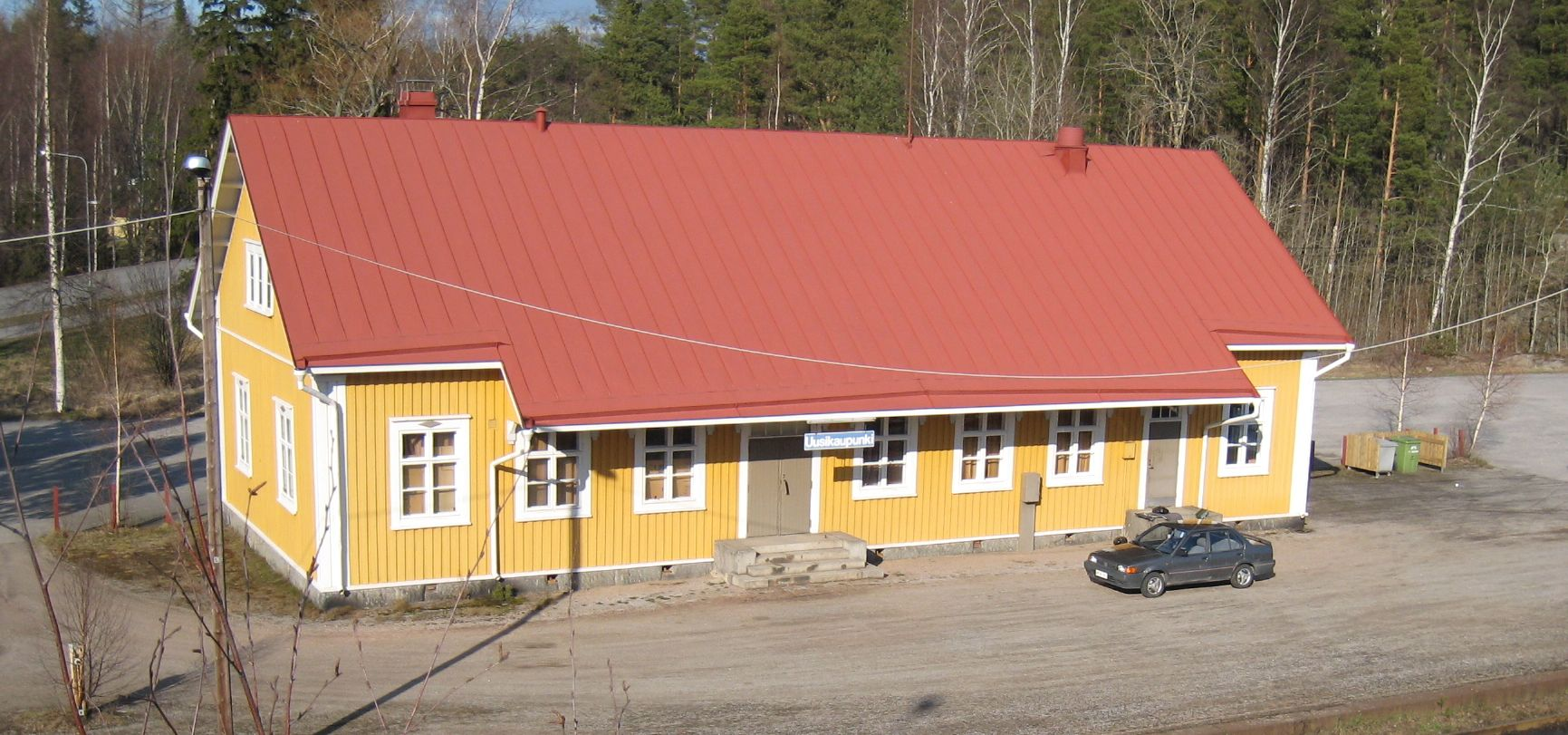
Gare ferroviaire d'Uusikaupunki.